# Break the Shell
『Break the Shell』（ブレイクザシェル）は、仮面ライダーGIRLSの8枚目のシングル。2014年6月25日にavex traxから発売された。

## 概要
PS3/Wii U専用ゲーム『仮面ライダー バトライド・ウォーII』の主題歌として使用され、初回封入特典としてゲーム内でフィギュア「仮面ライダー鎧武&仮面ライダーバロン」が入手できるダウンロードコードが封入されている。
CD+DVDの TYPE A と、CDシングルのみだが収録内容の違う TYPE B、TYPE C の3形態で発売された。
TYPE B に収録されている「The World 〜everybody's jump〜」はメンバーの秋田知里が作詞をしている。
TYPE C に収録されている「時の華（TV ver.）」は2ndアルバム「exploded」に収録されている同名曲の鷲見友美ジェナによるソロ歌唱バージョンとなっており、TVドラマ『仮面ライダー鎧武/ガイム』の第17、21、29話で挿入歌として使用された。

## 収録内容

### CD
＜TYPE A＞AVCD-48972/B [00:16:04]
1. Break the shell  [00:04:04]
作詞 - 藤林聖子
作曲 - 鳴瀬シュウヘイ
編曲 - 鳴瀬シュウヘイ
2. Scarlet Savage [00:03:59]
作詞 - 藤林聖子
作曲 - tatsuo
編曲 - tatsuo
3. Break the shell（instrumental）[00:04:04]
4. Scarlet Savage（instrumental）[00:03:57]

＜TYPE B＞AVCD-48973 [00:25:46]
1. Break the shell
2. Scarlet Savage
3. The World 〜everybody's jump〜(00:04:50)
作詞 - Chisato Akita
作曲 - Ryo
編曲 - Ryo
4. Break the shell（instrumental）
5. Scarlet Savage（instrumental）
6. The World 〜everybody's jump〜（instrumental）[00:04:49]

＜TYPE C＞AVCD-48974 [00:23:38]
1. Break the shell
2. Scarlet Savage
3. 時の華（TV ver.） [00:03:46]
作詞 - 藤林聖子
作曲 - NAOKI MAEDA
編曲 - 鳴瀬シュウヘイ
4. Break the shell（instrumental）
5. Scarlet Savage（instrumental）
6. 時の華（TV ver.）（instrumental）[00:03:45]

### DVD
1. Break the shell (music video)